# 야치요시
야치요시(일본어: 八千代市)는 일본 지바현 북서부에 있는 시이다. 인구는 현내에서 이치하라시에 이어 7위이다. 주택 단지의 발상지로 현재도 도요 고속선을 중심으로 택지 개발이 이루어지고 있다. 야치요다이 단지 준공 이후 인구가 급격히 증가했다.

## 지리
지바현 북서부의 내륙에 위치한다. 도쿄에서 약 38km, 지바시에서 약 13km 떨어져 있다.
시모사 대지상에 위치하지만 남북으로 신카와강이 흐르고 신카와강 주변이나 인바늪과 가까운 북부는 저지이다.

## 역사
- 1889년 - 시정촌제 시행으로 지바군 오와다촌, 도무쓰미촌, 인바군 아소촌이 탄생하였다.
- 1954년 - 오와다정과 무쓰미촌이 합병해 야치요정이 탄생하였다. 같은 해 아소촌도 야치요정에 편입되었다.
- 1955년 - 일본 최초의 대규모 주택단지인 야치요다이 단지가 건설되었다. 이후에도 대규모 단지의 건설이 이어졌다.
- 1967년 1월 1일 - 시로 승격하였다.

## 교통

### 도로
- 국도 16호선
- 국도 296호선

### 철도
- 게이세이 전철 본선
- 도요 고속 철도 도요 고속선

## 인구
| 연도 | 인구    | ±%      |
| ---- | ------- | ------- |
| 1950 | 14,792  | —       |
| 1960 | 21,709  | +46.8%  |
| 1970 | 66,995  | +208.6% |
| 1980 | 134,479 | +100.7% |
| 1990 | 148,615 | +10.5%  |
| 2000 | 168,848 | +13.6%  |
| 2010 | 189,789 | +12.4%  |